# Вирусемия
Вирусемия, виремия —  состояние организма, при котором вирусы попадают в кровоток и могут распространяться по всему телу. Аналогично бактериемии, при которой в кровоток попадают бактерии.
Вирусемия делает возможной передачу вирусов трансмиссивным путём.

## Первичная и вторичная
Первичная вирусемия относится к первоначальному распространению вируса в крови от места возникновения инфекции.
Вторичная вирусемия происходит, когда первичная вирусемия заражает через кровоток какие-либо другие ткани, в которых вирус размножается и вновь попадает в кровь.

## Активная и пассивная
Активная вирусемия вызывается размножением вирусов с последующим попаданием в кровь. Например, при кори первичная вирусемия происходит в эпителиальной выстилке респираторного тракта, затем размножение и прорастание через клетки базального слоя и попадание в капилляры и сосуды.
Пассивная вирусемия — попадание вирусов в кровоток без необходимости в активном вирусном размножении. Примером могут быть прямая инокуляция из москитов; попадание через раны и переливание крови, а также при вакцинации живыми вакцинами (КПК).